# Kamigōri
Kamigōri (上郡町, Kamigōri-chō) est un bourg du district d'Akō, dans la préfecture de Hyōgo au Japon.

## Géographie

### Démographie
Au 1er octobre 2014, la population de Kamigōri s'élevait à 15 544 habitants répartis sur une superficie de 150,28 km2.